# Charles de Steuben

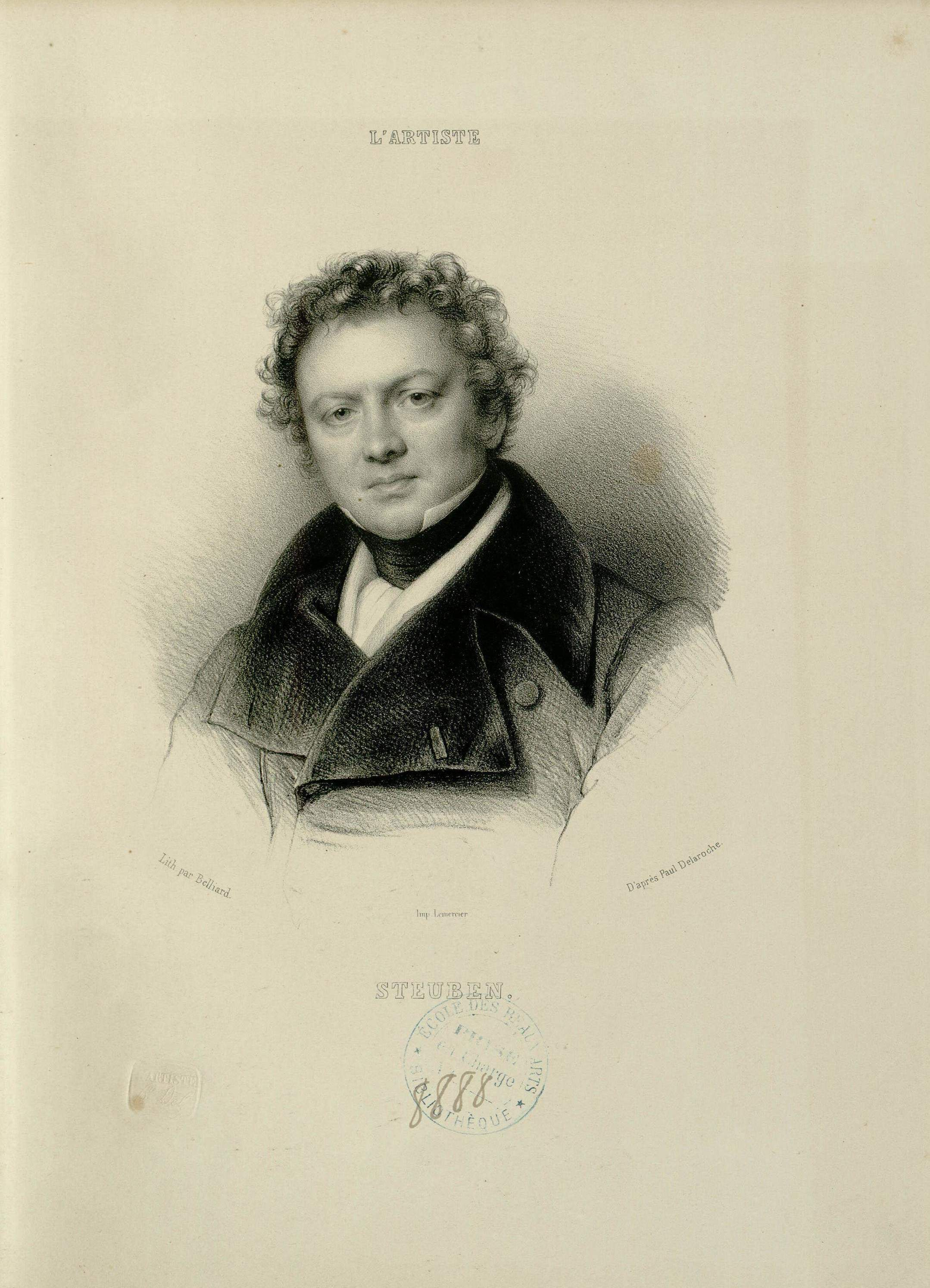
Retrato de Steuben

Charles de Steuben ( Bauerbach, Turingia - Paris, 18 de abril de 1788 - 21 de noviembre de 1856) fue un pintor de género histórico y retratista francés. Aunque nacido en Baden, pero marchó primero con su padre —Carl Ernst von Steuben— a Rusia; terminaría estudiando en París. Se casó con la pintora parisina Eléonore Trollé en 1820. Fue enterrado en el cementerio del Père-Lachaise de París, en la 51e division.

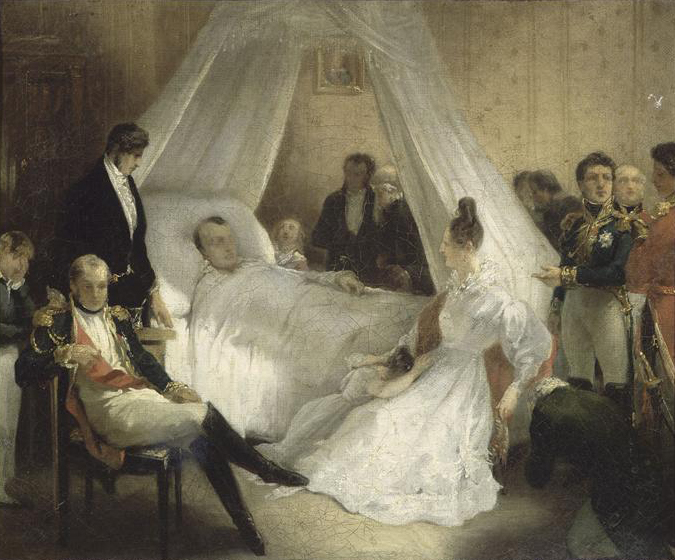
Mort de Napoléon Ier à Sainte-Hélène, le 5 mai 1821 (1828)
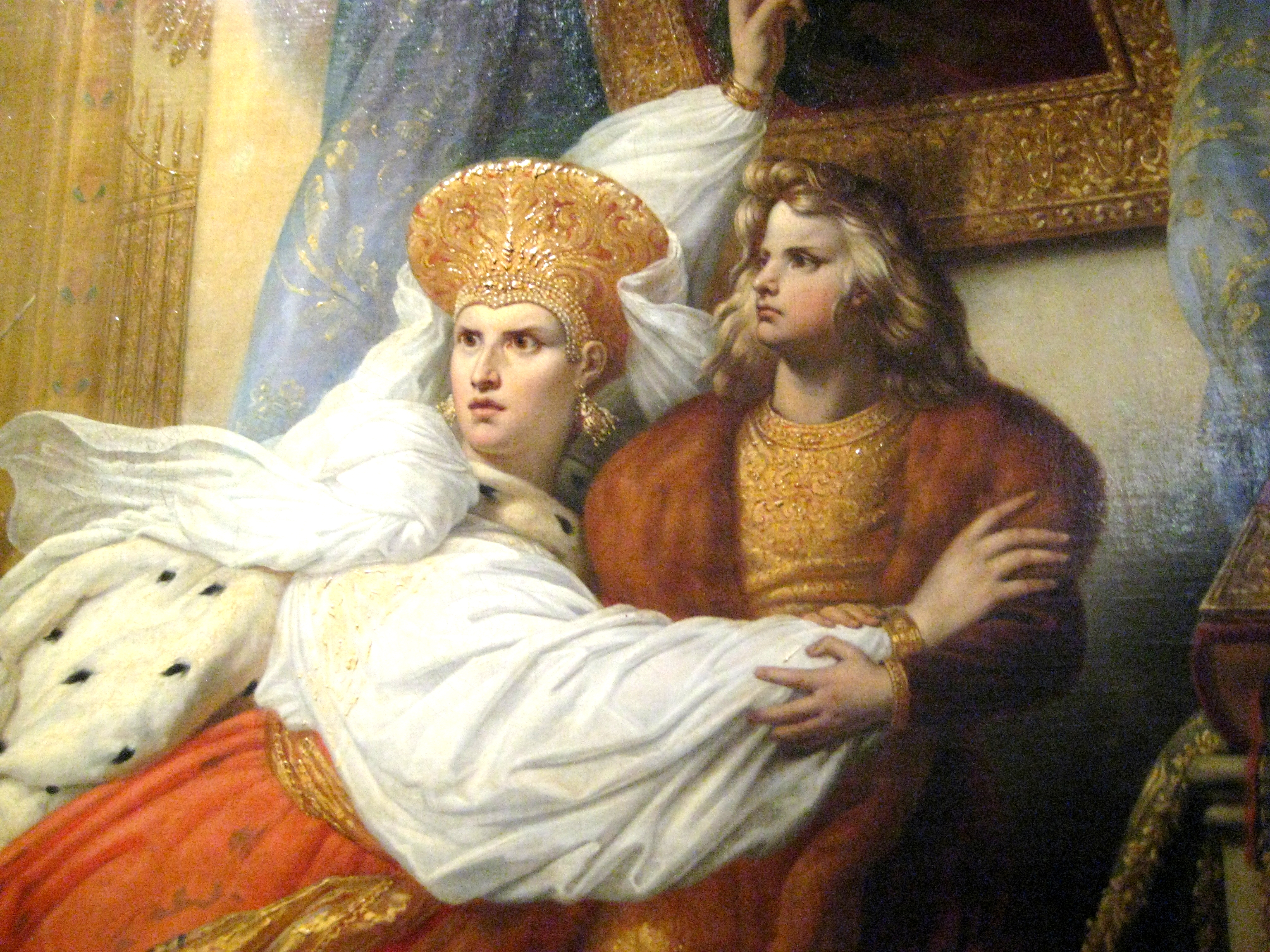
Retrato de Pedro el Grande en su infancia (1830)
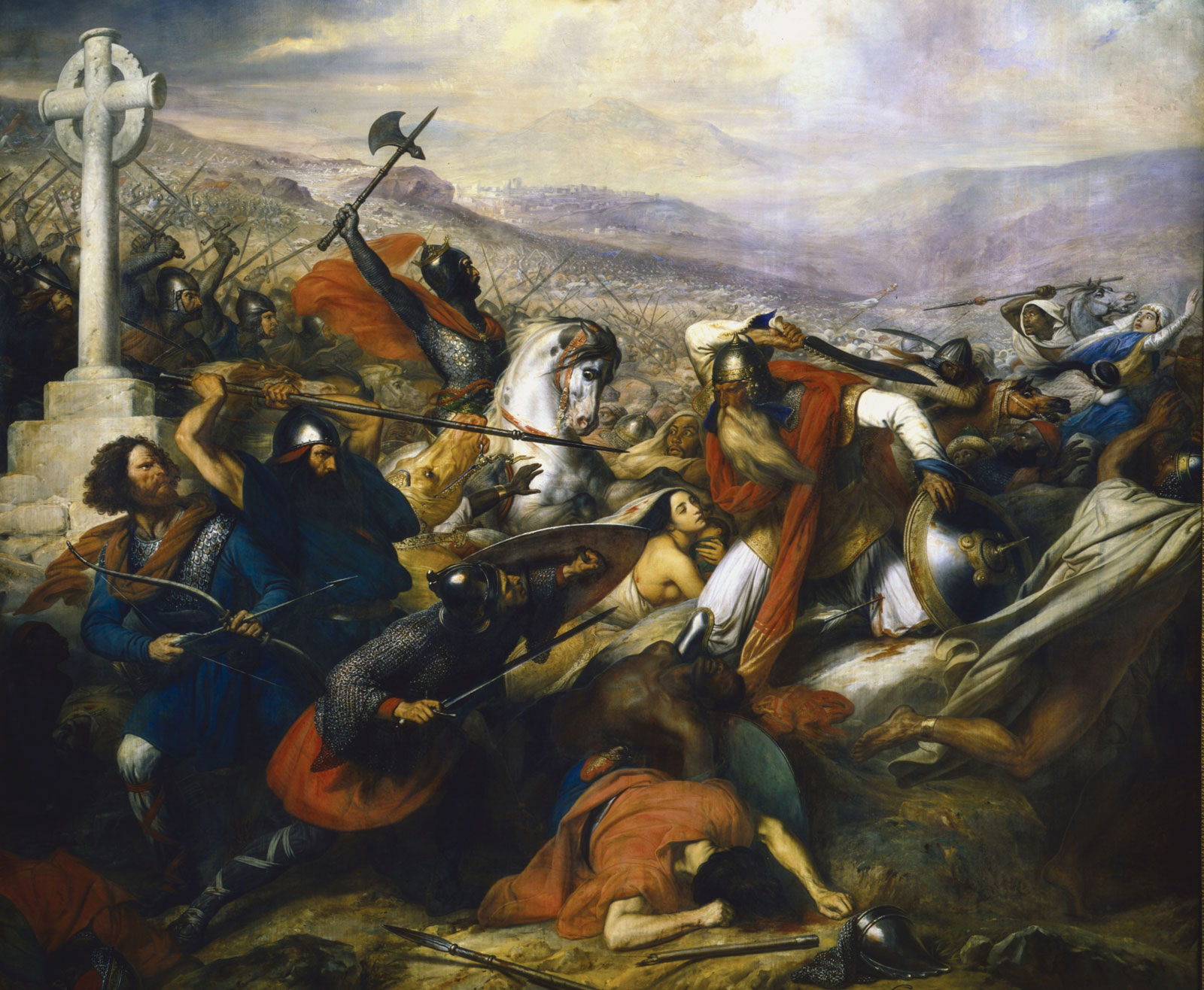
Bataille de Poitiers, en octobre 732 (1834-1837)
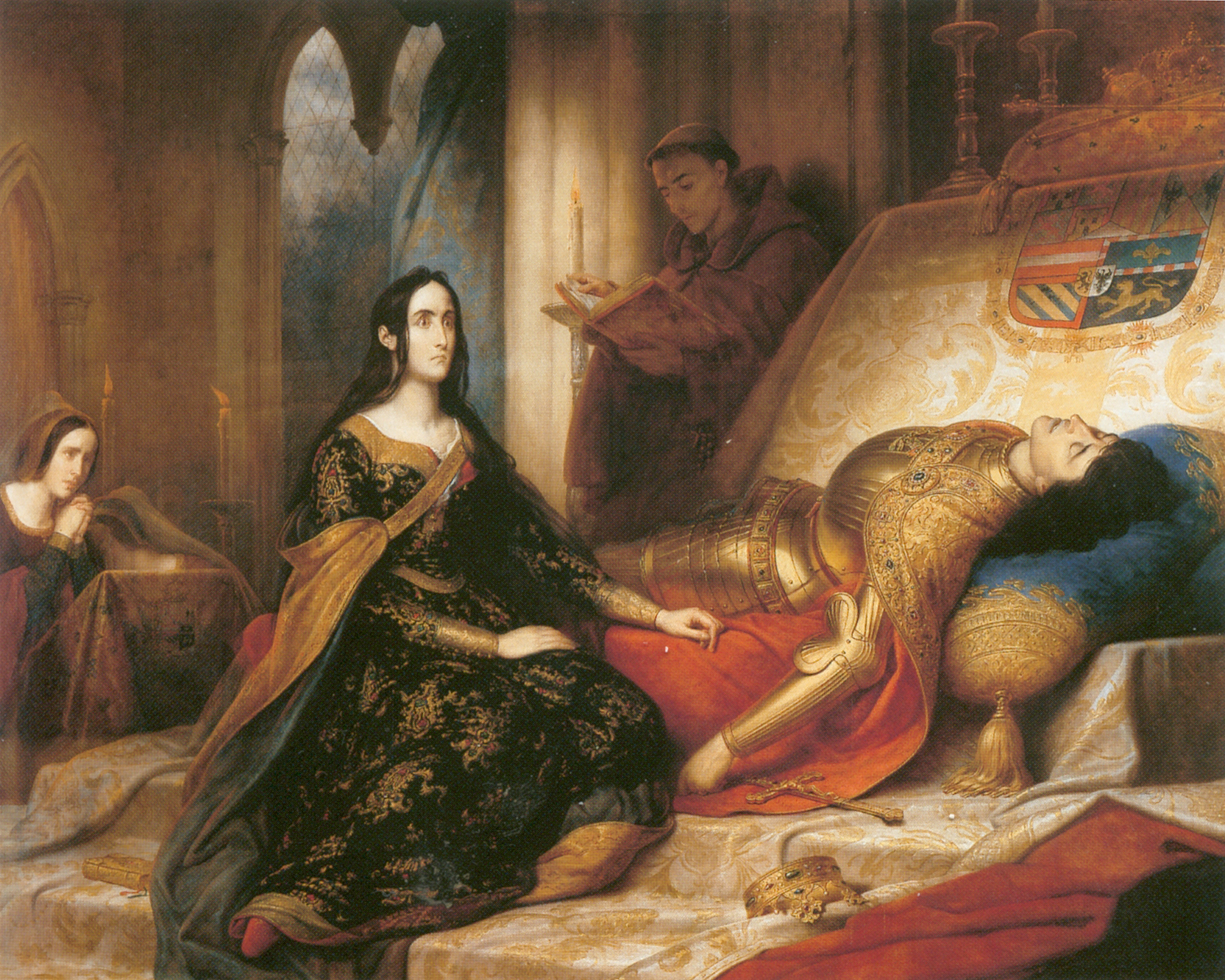
Juana la Loca (1836)
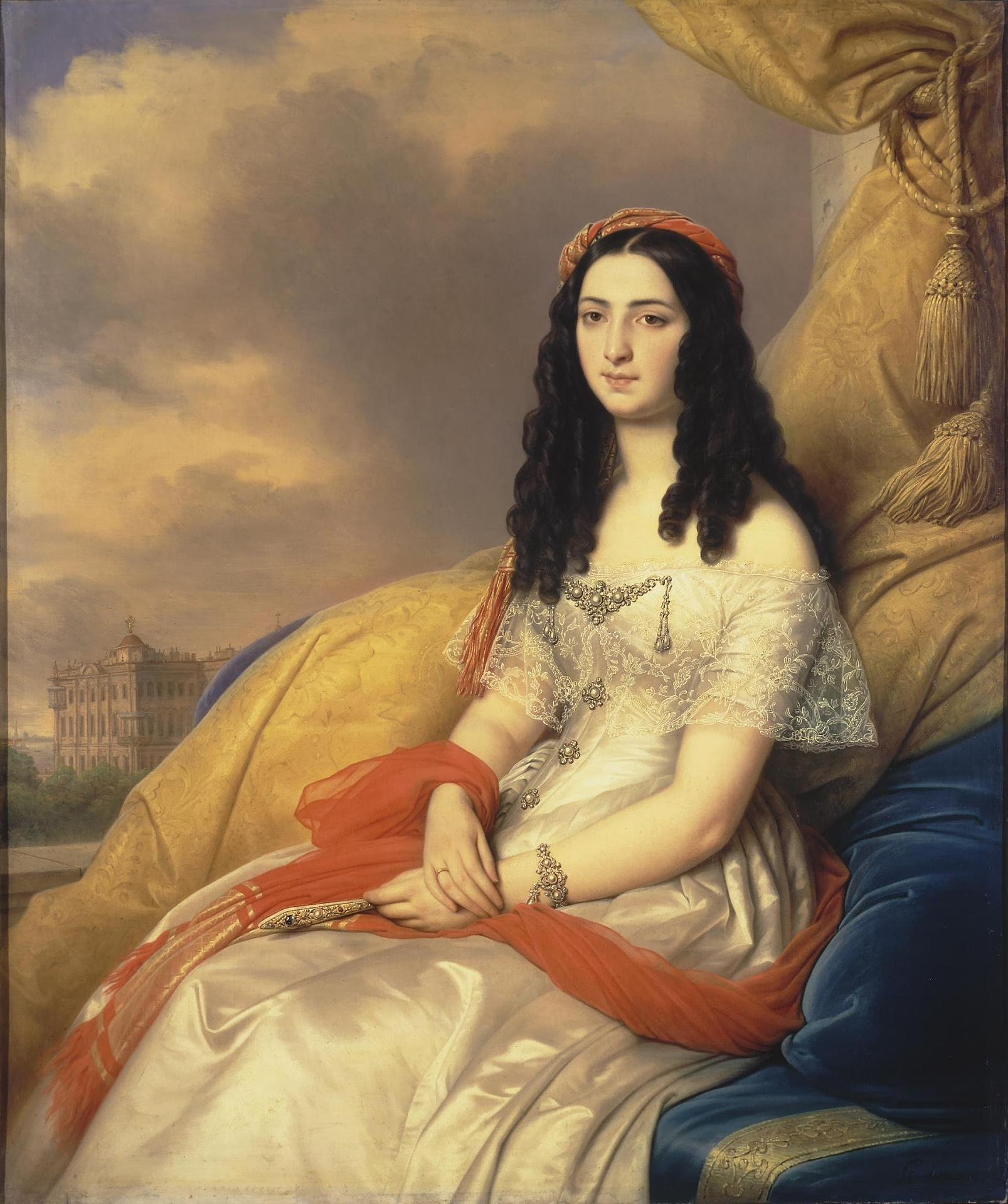
Retrato de la condesa Dash (1844)